# Gabriel Mascaro
Gabriel Mascaro (Recife, 24 de setembro de 1983) é um cineasta e artista visual brasileiro.
Em 2025, venceu o Grande Prêmio do Júri do Festival de Berlim com seu longa O Último Azul. 

## Biografia
Iniciou sua carreira como realizador fazendo documentários em 2008. Dirigiu KFZ-1348 (2008, codirigido por Marcelo Pedroso), Um Lugar ao Sol (2009) e Doméstica (2013). No mesmo ano lançou o curta A Onda Traz, O Vento Leva. No ano seguinte lançou seu primeiro filme de ficção, Ventos de Agosto (2014) e se tornou mais conhecido após o lançamento do seu último filme, Boi Neon (2015). Também realizou uma instalação chamada Não é Sobre Sapatos e uma série fotográfica com o título Desamar 
. Mascaro tem recebido atenção pela crítica especializada e despertou a curiosidade de curadores de festivais de cinema após estrear Boi Neon no 72 Festival de Veneza, de onde saiu com Prêmio Especial do Júri, em seguida conquistou a menção honrosa em Toronto e 5 prêmios de melhor filme nos festivais do Rio, Varsóvia, Adelaide, Marrocos e Cartagena. No mesmo ano Boi Neon foi o indicado brasileiro ao Goya e nomeado ao Prêmio Fênix em 8 categorias, e terminou recebendo os troféus ibero-americanos de Melhor Roteiro e Melhor Fotografia. Gabriel Mascaro foi convidado de honra do FILM FRA SØR, em Oslo (Noruega), onde teve uma minirretrospectiva. Em dezembro de 2016, Boi Neon entrou na lista dos 10 Melhores Filmes do Ano no New York Times, sendo citado em sexta posição pelo crítico Stephen Holden. Em abril de 2016 Gabriel Mascaro teve sua primeira retrospectiva no Film Society of Lincoln Center, em Nova York (EUA). 
Seus trabalhos foram projetados ou exibidos em festivais e eventos como IDFA, Locarno International Film Festival, Rotterdam, La Biennale di Venezia - Mostra Orizzonti, Oberhausen, the Guggenheim, Videobrasil, MACBA- Museu de Arte contemporânea de Barcelona, MoMA, Panorama da Arte Brasileira no MAM-SP e Bienal de São Paulo. Participou das residências artísticas do Videobrasil no Videoformes (FRA) e no Wexner Center for the Arts (EUA).
Em 2019, Mascaro lançou o longa de ficção Divino Amor no festival de Sundance e na Berlinale, sendo destacado pelas revistas The Hollywood Reporter e Screen International como um dos melhores filmes de Sundance.
Em 2025, seu longa O Último Azul venceu Grande Prêmio do Júri do Festival Internacional de Cinema de Berlim.  Nesse mesmo ano, Mascaro foi convidado pela Academia de Artes e Ciências Cinematográfica (AMPAS) para intregar o comitê de direção,  tornando-se membro votante da organização.

## Carreira
Gabriel Mascaro nasceu em Recife, capital do Estado de Pernambuco, em 24 de setembro de 1983. É graduado em Comunicação Social na Universidade Federal de Pernambuco (UFPE). Iniciou sua carreira em 2008 com o documentário KFZ-1348, dividindo a direção com o cineasta Marcelo Pedroso. O filme parte em busca dos ex-donos do fusca de placa KFZ-1348, tendo o carro como fio condutor e a vida de seus proprietários como janela privilegiada para observação da sociedade brasileira. O documentário recebeu o Prêmio Especial do Júri na 32 Mostra Internacional de Cinema de São Paulo.
O filme lançado em seguida, Um Lugar ao Sol (2009), faria sua trajetória avançar para mais festivais internacionais como o BAFICI, Visions du Rèel, e selecionado em mais de 30 festivais internacionais. O documentário aborda o universo dos moradores de coberturas de prédio das cidades de Recife, Rio de Janeiro e São Paulo. Através dos depoimentos desses moradores, o filme traz um rico debate sobre desejo, visibilidade, insegurança, status e poder, e constrói um discurso sensorial sobre o paradigma arquitetônico e social brasileiro. A coluna de crítica do Los Angeles Weekly defende: "Sem forçar, nos provoca a pensar sobre desigualdade, satisfação e esquecimento”. No Brasil, o filme virou polêmica e foi questionado por suas atitudes éticas para com os personagens entrevistados.
Em 2010, Mascaro lançou mais um documentário, Avenida Brasília Formosa. "É um filme sobre políticas públicas de planejamento urbano e o seu desencontro com os sonhos e desejos dos moradores”, critica Carlos Minuano. O filme teve estreia no Festival de Rotterdam na mostra Bright Future, festival que em seguida apoiou o desenvolvimento do seu novo roteiro, o Boi Neon (2015), através do Hubert Bals Fund
Em 2012 lançou o seu documentário mais conhecido, Doméstica. Mascaro entrega a sete adolescentes a missão de registrar por uma semana a sua empregada doméstica e entregar o material bruto para o diretor realizar um filme com essas imagens. O resultado final foi um filme que causou grandes debates entre críticos e pesquisadores. Estrategicamente lançado nos cinemas comerciais no dia do trabalhador, Doméstica foi considerado pela crítica especializada “um documentário histórico”. O filme teve sua première internacional no International Documentary Film Festival Amsterdam na edição de 2012, e recebeu prêmios em festivais nacionais como o de Brasília, Panorama de Cinema e Cachoeiradoc. O crítico do jornal Estado de São Paulo, Luis Carlos Merten, comenta que “Nenhum filme fez tanto como Doméstica para retratar o que já está enraizado no inconsciente dos brasileiros”.
Paralelamente ao longa-metragem, Mascaro lançou o curta A onda traz, o vento leva (2012), documentário que retrata o cotidiano de Rodrigo, um rapaz surdo que trabalha numa equipadora instalando som em carros. O projeto do documentário foi premiado em 2011 pela Fundação ArtAids quando finalizado, o filme foi exibido no Museu de Arte Contemporânea de Barcelona e em vários outros festivais como o IDFA e o Festival de Brasília, de onde saiu com prêmio de melhor montagem.
Seu primeiro longa de ficção foi lançado em 2014. Ventos de Agosto teve sua estreia internacional no Festival de Locarno, recebeu prêmio de melhor filme no Festival Internacional du Film d'Amiens e melhor fotografia e atriz no 47 Festival de Brasília. O filme acompanha Shirley, que deixou a cidade grande para viver em uma pequena e pacata vila litorânea cuidando de sua avó. Ela trabalha numa plantação de coco dirigindo trator e, mesmo isolada, cultiva o gosto pelo punk rock e o sonho de ser tatuadora.
No ano seguinte estreou seu segundo longa de ficção, o Boi Neon (2015), filme coproduzido por produtoras do Uruguai e da Holanda. Boi Neon teve sua estreia internacional no Festival de Veneza, na Mostra Orizzonti, seguiu para o Festival de Toronto e estreou no Brasil no Festival do Rio, de onde saiu com quatro prêmios. No Festival de Marrakech Mascaro recebeu o prêmio de melhor diretor entregue pelas mãos do diretor Francis Ford Coppola, um dos júris do festival
O filme tornou o nome de Gabriel Mascaro mais conhecido entre a crítica internacional e cinéfilos. Declaradamente um fã do filme, o cantor Caetano Veloso escreveu um texto sobre o Boi Neon para publicação na imprensa americana que foi replicado pela Folha de S.Paulo. No texto, Caetano declara que o filme se trata de “uma obra cinematográfica peculiar” e que “se vê o poema dos gêneros e da proximidade entre a vida animal e os humanos que (…) buscam a ascensão social mas também o sublime". O crítico chefe da revista Indiewire, Eric Kohn, descreve o longa como “poético, envolvente e profundamente sensual”, elegendo o filme como “a grande descoberta do Festival de Toronto”, e num segundo artigo provoca sobre a originalidade da obra, intitulando a manchete em: “Como Gabriel Mascaro inventou um novo tipo de cinema”.
Jean-Claude Bernardet, crítico e ator de cinema, cita em uma entrevista Boi Neon como um contraponto a um tipo de filme, cada vez mais frequente, que dá todas as respostas ao público. “Hoje há muitos roteiristas que querem explicar tudo, porque o personagem fez isso ou aquilo, porque ele virou a esquina. Não se trabalha suficientemente a elipse e a justaposição, criando relações explícitas entre as cenas”, pontua.
A repercussão gerada pela crítica fez com que aumentasse a curiosidade a cerca da filmografia do diretor. Em abril de 2016, o curador Dennis Lim organizou no Lincoln Center (Nova Iorque) uma retrospectiva chamada “Ebbs and Flows” com todos os longas de Mascaro feitos a partir de Um Lugar ao Sol. O Boi Neon foi exibido durante o festival New Directors/New Films, também no Lincoln Center.
No Brasil, Gabriel Mascaro faz parte de uma recente geração de realizadores que acaba de se destacar no circuito internacional, sendo precedido por nomes como Kleber Mendonça Filho, Marcelo Gomes, Cláudio Assis (ambos também do Estado de Pernambuco) e Karin Ainouz. Pernambuco ficou conhecido no mapa internacional da cultura pela sua forte cena musical dos anos 90, com o movimento chamado Manguebeat. No momento, o estado vive uma expressiva e crescente cena do cinema independente.
Em janeiro de 2019 Mascaro lançou nos festvais de Sundance e Berlinale o filme Divino Amor, que foi destaque na revista The Hollywood Reporter como um dos melhores filmes de Sundance. A publicação afirmou que Divino Amor é “uma parábola sobre nosso tempo”. A revista Variety sugeriu que o filme é “espiritual e sexy”. A revista IndieWire afirmou que o filme é um "comentário sociopolítico exuberante”. Lançado no mesmo mês da posse do presidente brasileiro conservador Jair Bolsonaro, o filme chamou a atenção da crítica internacional pela sua precisão de tempo e reflexão sobre a política brasileira.

## Filmografia
| Ano  | Título                        | Função  | Notas |
| ---- | ----------------------------- | ------- | --- |
| 2008 | KFZ-1348                      | Diretor | Documentário |
| 2009 | Um Lugar ao Sol               | Diretor | Documentário Menção Especial no Festival Internacional de Cinema Independente de Buenos Aires Prêmio do Júri de melhor documentário no Festival Internacional de Documentários de Santiago, no Chile Prêmio do Júri na Mostra Internacional do Filme Etnográfico, no Rio de Janeiro                                                                                           |
| 2010 | As Aventuras de Paulo Bruscky | Diretor | Curta-metragem |
| 2010 | Av. Brasília Teimosa          | Diretor | Documentário |
| 2012 | A Onda Traz o Vento Leva      | Diretor | Documentário |
| 2012 | Doméstica                     | Diretor | Documentário |
| 2014 | Ventos de Agosto              | Diretor | Menção honrosa no Festival Internacional de Locarno Melhor diretor no VII Janela Internacional de Cinema do Recife Prêmio FIESEL no Festival Internacional de Cinema de Mar del Plata Licorno D'Or no Festival Internacional du Film d'Amiens Prêmio Especial do Juri no Starz Denver Film Festival Melhor Filme no Festival Internacional de Cinema Independente de Istambul |
| 2015 | Boi Neon                      | Diretor | Prêmio Especial do Júri no Festival de Veneza Menção Honrosa no Festival Internacional de Toronto Festival do Rio - Melhor Filme Festival do Rio - Melhor Roteiro Hamburg Film Festival- FIPRESCI Award Warsaw Grand Prix no 31º Festival Internacional de Cinema de Varsóvia                                                                                                 |
| 2019 | Divino Amor                   | Diretor | Festival de Cinema Luso-Brasileiro de Santa Maria da Feira - Melhor Filme e Melhor Atriz |
| 2025 | O Último Azul                 | Diretor | Urso de Prata no Festival de Berlim Festival Internacional de Cinema de Guadalajara - Melhor Filme Ibero-americano |